# Madeleine Riffaud
Madeleine Riffaud (n. 23 august 1924, Arvillers, Picardie⁠(d), Franța – d. 6 noiembrie 2024, Paris Centre⁠(d), Métropole du Grand Paris, Franța) a fost o membră a Rezistenței franceze (maquis), poetă, jurnalistă și corespondentă de război franceză.

## Biografie
Născută în Santerre, fiica unor institutori de școală primară a crescut în Picardia. Ea este încă un minoră atunci când intră în Rezistență la Paris, în 1942, sub numele de cod Rainer, în semn de omagiu pentru poetul german Rainer Maria Rilke și când ia parte la mai multe „lovituri” împotriva ocupației naziste.
Responsabilă a unui grup de cinci persoane al Frontului Național al Studenților din Cartierul Latin (Quartier Latin), ea intră în FTP în martie 1944. Ea execută ordinul de intensificare a acțiunilor armate, în vederea realizării revoltei pariziene, în August 1944, așa încât trage două gloanțe în capul unui ofițer al armatei de ocupație, pe podul Solferino. Reușind să fugă pe o bicicletă, ea este urmărită și lovită de mașina lui Pierre Anquetin (intendent al poliției din Seine-et-Oise și Seine-et-Marne, din aprilie 1944). Acesta din urmă o ia la secția de poliție de unde este livrată Gestapoului. Acolo este torturată de nemți și apoi de către francezi la prefectura de poliție. Dar ea păstreză tăcerea și este condamnată la moarte.
Internată la Fresnes, apoi la Compiègne, este trimisă pentru deportare, dar reușește să scape, salvată de o femeie care o ajută să sară din tren; este din nou arestată și, în cele din urmă, beneficiază de un schimb de prizonieri și este eliberată pe 18 August,. Ea a reluat apoi imediat lupta în Rezistență, caz în care ea este afectată companiei Saint-Just, cu gradul de aspirant-locotenent. Noua ei misiune, cu doar trei luptători din rezistență sub comanda sa, constă în atacarea trenului de pe ruta Buttes Chaumont - Paris (gara Ménilmontant), ceea ce și reușește, capturând optzeci de soldați din Wehrmacht și recuperând  armele și munițiile nemților.

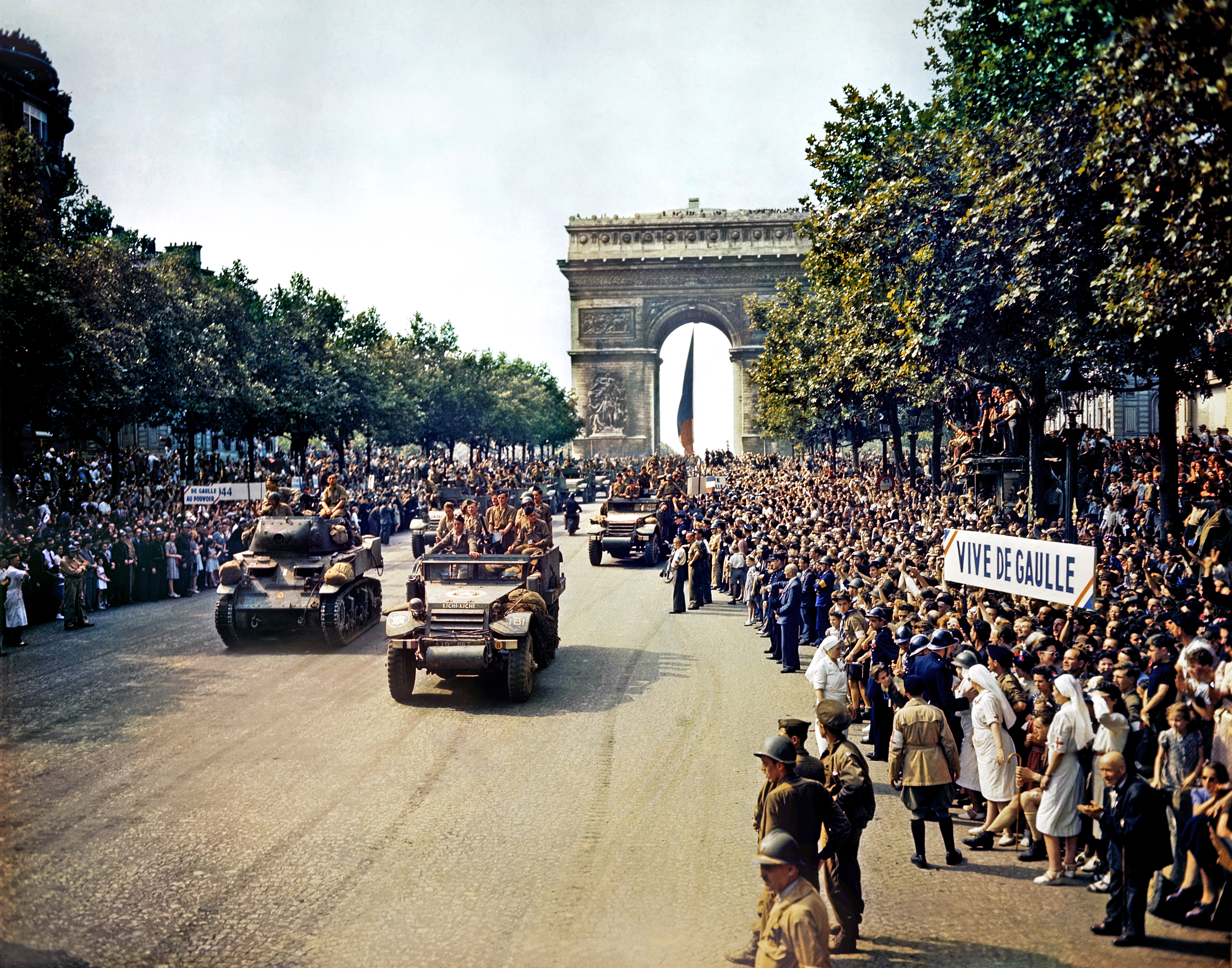
Eliberarea Parisului de către trupele generalului Leclerc; populația îl aclamă pe Charles de Gaulle ca președinte al Franței, dejucând planurile Aliaților de a instala un guvern marionetă.

Participarea sa se oprește la sfârșitul luptelor pentru Eliberarea Parisului, armata regulată neacceptând în rândurile ei o femeie, pe deasupra și minoră. Tovarășii săi din compania Saint-Just au continuat lupta împotriva naziștilor, ca parte din brigada Fabien până la victoria totală asupra regimului lui Hitler. A devenit majoră în 1945, s-a căsătorit în acel an cu Pierre Daix, șef de cabinet al ministrului Charles Tillon. Căsnicia lor a durat până în 1953.
Poetă, scriitoare, jurnalistă, corespondentă de război, a lucrat după 1945 zi de zi la Ce Soir, condus de Louis Aragon, și la La Vie Ouvrière. A fost reporteră la principalul organ de presă al comuniștilor francezi, L'Humanité, relatează de la fața locului din războiul din Algeria, în cursul căruia ea este victima unui asasinat organizat de OAS (Organisation armée secrète), serviciul secret al armatei franceze. Vindecată, relatează despre războiul din Vietnam timp de șapte ani, dinăuntrul rezistenței numite Vietcong, sub bombardamentul americanilor. La întoarcerea în Franța, ea este angajată ca asistent medical într-un spital din Paris, o experiență în urma căreia scrie romanul Les Linges de la nuit.

## Decorații
- Crucea de război 1939-1945 acordată pentru activitățile împotriva ocupației naziste (6 august 1945)
- Cavaler al Legiunii de Onoare (aprilie 2001)